# Grève et boycott de Coors

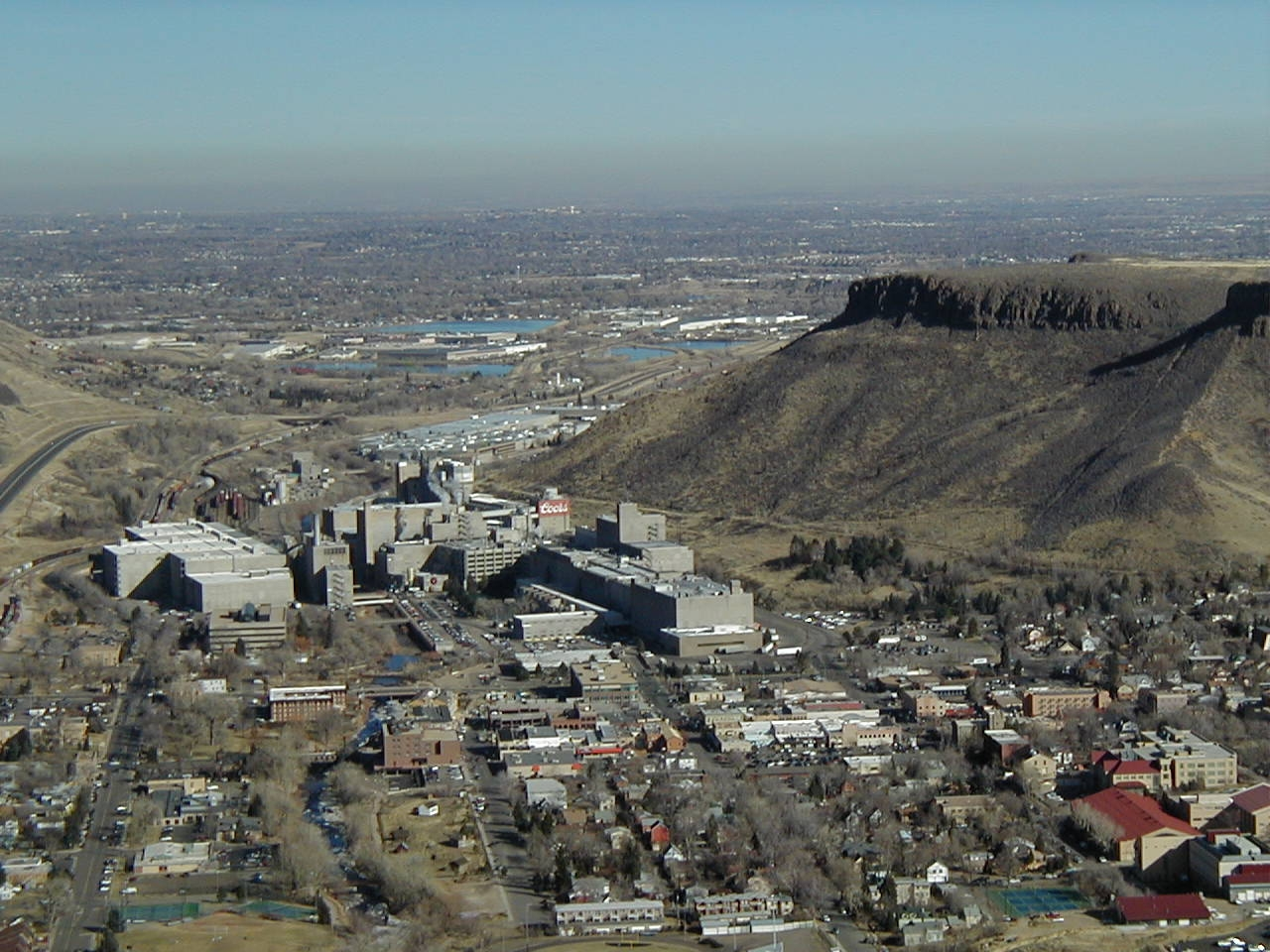
Coors Brewery et Golden, Colorado, avec Denver en arrière-plan. À droite, la Montagne de la Table.

Les grève et boycott de Coors font référence à une série d'évènements en opposition à la Coors Brewing Company, basée à Golden dans le Colorado, aux États-Unis. L'opposition concernait les relations entre l'entreprise et les syndicats, des pratiques d'embauche discriminatoires à l'égard des Hispaniques, des Afro-Américains, des femmes, des gays et des lesbiennes, et le soutien de la famille Coors, en particulier Joseph Coors (en), aux politiciens et des organisations conservateurs. Le boycott a commencé à la fin des années 1960 et s'est poursuivi tout au long des années 1970, coïncidant avec une grève dans la brasserie de l'entreprise en 1977. La grève s'est terminée l'année suivante par un échec pour le syndicat l'organisant, que Coors a forcé à dissoudre. Le boycott, cependant, a duré jusqu'au milieu des années 1980.

## Histoire
Le boycott a commencé en 1966 en tant que problème régional coordonné par le chapitre du Colorado de l'American GI Forum (en) (AGIF) et l'organisation Crusade for Justice basée à Denver. Ces deux groupes hispaniques ont lancé un boycott en raison des pratiques discriminatoires de la Coors Brewing Company qui visaient les Hispaniques et les Afro-Américains. De plus, ils se sont opposés au soutien de la famille Coors aux causes politiques de droite. Peu de temps après, le boycott s'est étendu à une grande partie de l'Ouest américain. Dans les années 1970, le boycott couvrait une grande partie du marché de Coors et impliquait des groupes hispaniques, afro-américains et de défense des droits des femmes, ainsi que des syndicats et des militants LGBT. Ce dernier groupe s'est opposé à la pratique de Coors d'utiliser un test polygraphique lors de leur processus d'embauche, ce qui, selon eux, leur a permis de discriminer les personnes LGBT. À San Francisco, la communauté LGBT de la ville et le syndicat des Teamsters se sont alliés pour promouvoir le boycott impliquant le célèbre militant des droits des homosexuels Harvey Milk.
En avril 1977, les membres de la section locale 366 de l'International Union of United Brewery, Flour, Cereal, Soft Drink and Distillery Workers (en), qui représentaient plus de 1 500 travailleurs de la brasserie phare de l'entreprise, à Golden, se sont mis en grève pour des problèmes non économiques liés, entre autres, à l'utilisation par l'entreprise de tests polygraphiques et à leurs vingt-et-un motifs de licenciement. Peu de temps après le début de la grève, la Fédération américaine du travail - Congrès des organisations industrielles (AFL-CIO) — la plus grande fédération de syndicats des États-Unis — a lancé un boycott national de Coors. La grève a duré plus de vingt mois, au cours desquels la majorité des membres du syndicat ont repris le travail sans contrat après que l'entreprise a commencé à remplacer les grévistes par des briseurs de grève. L'entreprise a lancé un vote l'année suivante pour savoir si le syndicat local serait dissous, avec une majorité de travailleurs votant pour dissoudre la section locale 366. Malgré cela, l'AFL-CIO a continué son boycott. Dans les années 1980, Coors a commencé à conclure des accords avec plusieurs groupes minoritaires pour faire plus d'affaires avec des entreprises minoritaires et embaucher plus de travailleurs minoritaires. Toutefois, le boycott s'est poursuivi et s'est étendu à de nombreux autres groupes, tels que la National Organization for Women (NOW) et la National Education Association (NEA). Cependant, en août 1987, l'AFL-CIO a accepté de mettre fin au boycott, Coors faisant plusieurs concessions, notamment l'utilisation de la main-d'œuvre syndicale pour construire une nouvelle usine en Virginie et un accord pour un vote syndical accéléré dans son usine de Golden. En décembre 1988, les travailleurs de la brasserie de Golden ont voté contre la syndicalisation par une marge de plus de deux à un.
La grève et le boycott ont eu un impact économique direct sur Coors. La part de marché de l'entreprise dans plusieurs États de l'Ouest est passée de plus de 40 % à 17 % dans le cas de la Californie. De plus, le boycott a peut-être encouragé l'entreprise à se développer à l'échelle nationale, car l'entreprise a étendu sa présence de onze États en 1975 à quarante-neuf États en 1988. Dans la communauté LGBT, le boycott a laissé un impact durable, car plusieurs groupes et militants s'opposent toujours à Coors sur les actions passées de l'entreprise et le soutien continu de la famille à une politique conservatrice. Jusqu'en 2019, la bière Coors était difficile à trouver dans n'importe quel bar gay de San Francisco.